# Musette
El mussete és un instrument musical aeròfon de doble llengüeta i és una variant de la cornamussa, ja que és d'origen francès.
La mussete està composta per una bossa envoltada de seda o vellut, una manxa que serveix per inflar la bossa i fer sonar un chanter que té 6 forats i un bordó, a més té 4 barres de desplaçament que serveixen per ajustar l'afinació.
A diferència de la cornamussa que designa instruments que reben l'aire mitjançant el buf amb l'ajuda d'un tub per insuflar l'aire, la musette s'aplica mitjançant una manxa d'aire que s'acciona amb el braç de l'executant de l'instrument.
En la classificació Hornsbostel – Sachs es troba en el grup 422.12 d'instruments de llengüeta doble.

## Història
La musette durant el s. XVII va ser un instrument utilitzat per a tocar danses rústiques, com un tipus de dansa anomenat bransle que es troba en el primer tractar de l'instrument que tenim, de Borjon Scellery (Traité de la musette, Lyons, 1672/R). Es veu que l'instrument té un àmbit de 10 notes (de fa 4 a la 5) i barres de desplaçament en Fa i en Sib, Més endavant, el registre de la musette es va anar ampliant, tot coincidint amb la incorporació d'aquest instrument a la música de cambra.
Devers el 1636-1637 es van afegir les primeres claus per poder dur a terme semitons. De, fet al mateix segle, Martin Hotteterre va afegir una segona barra de desplaçament amb sis claus que estaven en paral·lel a la primera i va estendre l'escala ascendentment.
La musette, sobretot les de disseny aristocràtic van aconseguir molta popularitat a França entre els segles XVII i principis del xviii.

## Evolució i variants
A Escòcia, Irlanda, i Gran Bretanya i altres parts de França, les barres de desplaçament s'anomenaven clarinets, però els chanters s'anomenaven oboes. Per exemple a Itàlia, tant els chanters com les barres de desplaçament s'anomenaven oboes. Hi podem distingir sis etapes de desenvolupament:
1. Barres de desplaçament soles; dos chanters, un chanter i una barra de desplaçament una al costat de l'altre.
2. Barres de desplaçament i chanters. El mateix sistema.
3. Barres de desplaçament i chanters. El chanter separat de les barres de desplaçament.
4. Només chanters. Una barra de desplaçament estirada al costat del chanter, la resta està separat.
5. Només chanters. Una barra de desplaçament separada del chanter.
6. Només chanters. Tres barres de desplaçament separades del chanter.

Les barres de desplaçament separades es troben a miniatures a partir del s.XIII. Probablement una raó va ser que la música occidental necessitava una barra de desplaçament que sonés una octava per davall de la tònica.

## Compositors
La importància i la difusió de la musette va ser enorme i probablement comparable a la construcció del saxòfon o la introducció de la trompeta al món del jazz en aquell moment. Lully aviat ho va afegir en les seves orquestres d'Òpera i el rei Lluis XIV també va ballar ballet a la seva cort amb grups on hi formaven part musettes.
Entre els compositors que més van utilitzar aquest instrument en les seves obres trobam els germans Chédeville que van arreglar obres de grans compositors per aquest instrument, i a més van escriure concerts, duos galants, pastorals, així com Les Pantomimes italiennes, danses per a la Reial Acadèmia de dansa, escrites per a musette, fídula, flauta travessera i oboè.
Michel Corrette també va escriure per a cordes i musette, i d'altres com Montéclair, Lemaire, Dupuits, etc.